# 1120

## Събития
- 25 ноември – Край Нормандския бряг, потъва „Белия кораб“ при което загива Уилям Аделин, единствен син и наследник на Хенри I.
- Реймонд дю Пюи е избран за първи велик магистър на ордена на рицарите Хоспиталиери.
- Китайците изобретяват компаса.

## Родени
- Луи VII, крал на Франция

## Починали
- 3 септември – Жерар (благословенния Жерар), основател на ордена на рицарите Хоспиталиери. (р. ок. 1040)
- 25 ноември – Уилям Аделин, английски принц, единствен син и наследник на Хенри I. (р. 1103)